# Edie Brickell
Edie Arlisa Brickell (* 10. März 1966 in Oak Cliff (District of Dallas), Texas) ist eine US-amerikanische Sängerin und Songwriterin.

## Leben
Bekannt wurde sie als Sängerin der Folk-Rock-Gruppe Edie Brickell & New Bohemians, deren Debütalbum Shooting Rubberbands at the Stars 1988 sowohl bei den Kritikern gut ankam als auch ein kommerzieller Erfolg war. Es wurde von Rezensenten als nahezu makelloses Album empfunden. Die Singleveröffentlichungen What I Am und Circle waren ihre einzigen Hits. Für den Soundtrack des Films Geboren am 4. Juli nahm sie 1989 eine Coverversion des Bob-Dylan-Klassikers A Hard Rain’s A-Gonna Fall auf und übernahm in dem Film auch eine Gastrolle als Sängerin in einer New Yorker Bar. Das zweite Album Ghost of a Dog konnte kommerziell nicht an den Erfolg des Erstlingswerks anknüpfen, obwohl es vom All Music Guide abermals als großartig gelobt wurde.
Nach dieser Veröffentlichung entschied sich Brickell für eine Solokarriere und brachte 1994 Picture Perfect Morning heraus, produziert von Paul Simon. Dieses Werk wurde vom Rolling Stone mit zwei von fünf möglichen Sternen bewertet. Der Titel Good Times wurde von Microsoft lizenziert und als Video auf jeder Windows-95-CD ausgeliefert, um den Benutzern die Multimedia-Fähigkeiten des Systems zu demonstrieren. Nach ihrer Heirat 1992 mit Paul Simon konzentrierte sich Edie Brickell auf ihr Privatleben. Mit ihm hat sie zwei Söhne, geboren 1992 und 1998, und eine Tochter (* 1995).
Ihr nach langjähriger Pause 2003 veröffentlichtes Comeback Volcano fand nur wenig Beachtung, es wurde als weitaus weniger gelungen eingestuft als Shooting Rubberbands at the Stars. 2006 erschien im Zuge einer Reunion mit den New Bohemians das Album Stranger Things. Ein Jahr später veröffentlichte Brickell zusammen mit ihrem Stiefsohn Harper Simon unter dem Namen The Heavy Circles ein gleichnamiges Album, das stilistische Einflüsse der Rockmusik der 1960er Jahre aufweist und Gastauftritte von Sean Lennon und Martha Wainwright enthält. Mit dem Schauspieler und Musiker Steve Martin nahm sie 2013 das gemeinsam geschriebene Album Love Has Come for You mit traditioneller amerikanischer Musik auf. Der Titelsong wurde bei den Grammy Awards 2014 als bestes American-Roots-Lied ausgezeichnet.

## Musikkarriere

### Edie Brickell & New Bohemians
Edie Brickell & New Bohemians veröffentlichten zwei Alben, Shooting Rubberbands at the Stars (1988) und Ghost of a Dog (1990). Danach löste die Band sich auf. Im Jahr 2000 kam es zu einer Reunion, in diesem Jahr erschien The Live Montauk Sessions.

### Solokarriere
1994 veröffentlichte Edie Brickell ihr erstes Solo-Album Picture Perfect Morning. Produziert wurde es von Paul Simon. Später folgten weitere Soloalben (Volcano u. a.) und Projekte.

### The Gaddabouts
2010 gründete Edie Brickell mit anderen Musikern The Gaddabouts, bestehend aus Steve Gadd (Schlagzeug), Edie Brickell (Gesang und Gitarre), Andy Fairweather Low (elektrische und akustische Gitarre, Background-Gesang), Pino Palladino (Bass und Gitarre), und als Gastmusiker Dan Block, Ronnie Cuber, Joey DeFrancesco, Gil Goldstein und Marcus Rojas.[8] 2011 schrieb Edie Brickell das Titellied The Meaning of Life für Tamar Halperns Film Jeremy Fink and the Meaning of Life. 2013 steuerten Edie Brickell and the Gaddabouts die Songs Go Where The Love Is und For The Time Being zum Soundtrack des Films The Way, Way Back bei.

## Diskografie

### Alben
- 1988: Shooting Rubberbands at the Stars (Edie Brickell & The New Bohemians)
- 1990: Ghost of a Dog (Edie Brickell & The New Bohemians)
- 1994: Picture Perfect Morning (Edie Brickell)
- 2000: The Live Montauk Sessions (Edie Brickell & The New Bohemians)
- 2003: Volcano (Edie Brickell)
- 2006: Stranger Things (Edie Brickell & The New Bohemians)
- 2008: The Heavy Circles (The Heavy Circles – Edie Brickell & Harper Simon)
- 2011: Edie Brickell (Edie Brickell)
- 2011: The Gaddabouts (The Gaddabouts)
- 2012: Look Out Now! (The Gaddabouts)
- 2013: Love Has Come for You (Edie Brickell mit Steve Martin)
- 2015: So Familiar (Edie Brickell mit Steve Martin)
- 2018: Rocket (Edie Brickell & The New Bohemians)
- 2021: Hunter and the Dog Star (Edie Brickell & The New Bohemians)

### Singles
- 1988: What I Am (Edie Brickell & The New Bohemians)
- 1988: Circle (Edie Brickell & The New Bohemians)
- 1989: Little Miss S. (Edie Brickell & The New Bohemians)
- 1990: A Hard Rain’s A-Gonna Fall (Edie Brickell & The New Bohemians)
- 1990: Mama Help Me (Edie Brickell & The New Bohemians)
- 1994: Good Times (Edie Brickell)

### Filmsongs
- 2013: Go Where The Love Is (The Way, Way Back Soundtrack) (The Gaddabouts)
- 2013: For the Time Being (The Way, Way Back Soundtrack) (The Gaddabouts)